# Gare de Castleton
La  gare de Castleton est une gare ferroviaire des États-Unis située à Castleton dans l'État du Vermont; elle est desservie par une ligne d'Amtrak.

## Histoire
Elle est construite à l'origine en 1850 par la Rutland and Whitehall Railroad; elle est reconstruite en 2009 pour remplacer le 2 janvier 2010 la gare de Fair Haven située à 8 kilomètres plus à l'ouest; cette dernière étant désormais fermée.

## Service des voyageurs

### Desserte
Elle est desservie par une liaison longue-distance Amtrak :
- L'Ethan Allen Express: Rutland - New York